# Wilhelm Jännicke
Wilhelm Jännicke (* als Carl Edgar Heinrich Wilhelm Jänicke 4. März 1863 in Frankfurt am Main; † 20. März 1893 ebenda) war ein deutscher Botaniker und Hochschullehrer.

## Leben
1884 schrieb Jännicke seine Dissertation an der Universität Marburg. Zum 1. Oktober 1889 wurde er mit den Botanik-Vorlesungen am Frankfurter Senckenberg-Institut beauftragt. Daneben war Jännicke als Zweiter Bibliothekar der Senckenberg-Stiftung tätig. Am 22. April 1892 legte Jännicke an der Grossherzoglichen Technischen Hochschule Darmstadt seine Habilitationsschrift über die Sandflora von Mainz vor und erhielt im selben Jahr die Lehrberechtigung für das Fach Botanik, die er als Privatdozent ausübte. In seinem kurzen Leben – Jännicke starb im Alter von nur 30 Jahren – machte er sich vor allem durch pflanzengeographische Arbeiten einen Namen.

## Veröffentlichungen
(Auswahl)
- Beiträge zur vergleichenden Anatomie der Papilionaceae. Marburg: Universitäts-Buchdruckerei, 1884 (Inaugural-Dissertation)
- Beiträge zur vergleichenden Anatomie der Geraniaceae. In: Abhandlungen der Senckenbergischen Naturforschenden Gesellschaft, 14,2. Frankfurt a. M.: Diesterweg, 1886
- Die Gliederung der deutschen Flora (Schriftfassung eines Vortrags, gehalten am 17. Dezember 1887 vor der Senckenbergischen Naturforschenden Gesellschaft). In: Bericht über die Senckenbergische Naturforschende Gesellschaft, Frankfurt a. M.: Knauer, 1888, S. 110–134.
- Die Entdeckung Amerikas in ihrem Einfluss auf die Geschichte der Pflanzenwelt in Europa. In: Jahresbericht des Frankfurter Vereins für Geographie und Statistik, Bd. 55/56.1890/91-1891/92, S. 1–3, Frankfurt/M.: Knauer
- Die Sandflora von Mainz, ein Relict aus der Steppenzeit. Frankfurt M.: Knauer 1892. (Habilitationsschrift, Universität Darmstadt; überarbeitete Version einer bereits 1889 in der botanischen Fachzeitschrift „Flora“ erschienenen Abhandlung gleichen Titels)
- gemeinsam mit Isaak Blum: Botanischer Fuehrer durch die staedtischen Anlagen in Frankfurt am Main: Promenaden und Nizza in Frankfurt am Main (mit 7 Planskizzen). Frankfurt am Main: Mahlau & Waldschmidt, 1892.

## Weblink
- Jännicke, Wilhelm. Hessische Biografie. (Stand: 4. März 2023). In: Landesgeschichtliches Informationssystem Hessen (LAGIS).